# Piedras Gordas-gevangenis
Piedras Gordas-gevangenis is een gevangenis in Peru. De gevangenis, geopend in 2004, staat bekend als het onderkomen voor zware misdadigers en is gelegen in het district Ancón, ten noorden van de hoofdstad Lima.
In de gevangenis zitten kopstukken uit de georganiseerde misdaad en guerrillabewegingen als het Lichtend Pad en Tupac Amaru (ofwel MRTA). De gevangenis heeft een capaciteit voor zo'n 1000 gevangenen, onder wie van 2012 tot 2014 de Nederlander Joran van der Sloot.
In 2006 werd omkoping van gevangenispersoneel, waaronder de toenmalige directeur Jose Gamboa Mendoza, door gevangenen vastgelegd met behulp van een verborgen camera.